# Fatal Fury 2
Fatal Fury 2 (餓狼伝説2 -新たなる闘い-?, Garō Densetsu 2: Aratanaru Tatakai) è un videogioco arcade del 1992 edito da SNK. Secondo capitolo della serie Fatal Fury, il picchiaduro ad incontri è stato pubblicato su Neo Geo come il precedente Fatal Fury: King of Fighters (1991) prima di essere convertito per diverse piattaforme tra cui Super Nintendo Entertainment System e Sega Mega Drive. La sua versione aggiornata, Fatal Fury Special, è stata pubblicata nel 1993.
Il titolo ha introdotto Kim Kaphwan, il primo Taekwondo e il primo personaggio coreano nei giochi di combattimento, e Mai Shiranui, una delle mascotte di SNK, il loro principale sex symbol e uno dei personaggi femminili più noti dei videogiochi. Entrambi sono diventati pilastri delle serie sia di Fatal Fury che The King of Fighters.

## Trama
Era passato un anno da quando Terry Bogard vinse il torneo The King of Fighters sconfiggendo Geese Howard. Nel suo sangue scorreva il senso della vittoria, e Terry continuò ad allenarsi nell'ombra. La sua vittoria era riecheggiata nel mondo intero, anche molto distante da South Town. Il fatto arrivò fino alle orecchie di Wolfgang Krauser, un nobile tedesco e temibilissimo combattente, nonché fratellastro di Geese. Lui era molto voglioso di combattere contro l'uomo che aveva sconfitto Geese Howard, ma non sapeva chi fosse, così organizzò un secondo torneo dove furono invitati i migliori combattenti del mondo. Terry si iscrisse, assieme al fratello Andy e all'amico Joe. Incontrò alcune facce nuove lungo il suo cammino, nuovi guerrieri e nuovi amici: Kim Kaphwan, un giustiziere coreano che praticava il Taekwondo, Mai Shiranui, la ninja tutte curve che diventerà la fidanzata di Andy, Jubei Yamada, il suo maestro di Judo.
Terry sbaragliò tutti i suoi avversari ed arrivò allo scontro decisivo con Krauser. La battaglia si prospettava come uno scontro tra pari livello, in quanto entrambi non combattevano per ragioni personali ma per il piacere di lottare. Dopo uno scontro cruento Terry sconfisse Krauser e si aggiudicò nuovamente il titolo di The King of Fighters. 

## Modalità di gioco
Fatal Fury 2 è stato il secondo gioco della serie "100-Mega Shock" di SNK, offrendo grafica e gameplay migliorati rispetto all'originale Fatal Fury: King of Fighters. I controlli di gioco sono stati modificati, questa volta sfruttando appieno la configurazione a quattro pulsanti del Neo-Geo, includendo quattro pulsanti di attacco (Light Punch, Light Kick, Strong Punch e Strong Kick). Il giocatore può anche scattare indietro dall'avversario per ritirarsi premendo rapidamente la leva all'indietro due volte.
Il sistema di combattimento a due piani del primo 'Fatal Fury è stato mantenuto. Questa volta, il giocatore può muoversi liberamente sul piano adiacente premendo contemporaneamente i pulsanti Light Punch e Light Kick per il "Plane Move". Il giocatore può anche eseguire un "Power Attack" che scaglierà l'avversario sull'altro piano. Quando l'avversario si trova sull'altro piano, il giocatore può premere un pulsante di pugno per saltare verso l'avversario con un "Low Plane Move Attack" o un pulsante di calcio per un "High Plane Move Attack". Alcuni livelli presentano pericoli sullo sfondo, come fili elettrificati o una calca di tori, e quindi il giocatore non può cambiare piano, ma può far cadere l'avversario sull'altro piano per infliggere danni extra.
Sono state aggiunte anche altre tecniche specializzate. Dopo aver parato l'attacco di un avversario, il giocatore può contrattaccare con una speciale tecnica nota come "Attacco Schivante". Il giocatore può anche provocare l'avversario premendo il pulsante Pugno Forte a distanza. Fatal Fury 2 introduce anche la "Mossa Disperazione" (o "Furia"), una potente mossa speciale che infligge danni ingenti e può essere utilizzata solo quando la barra della vita del giocatore è al 25% e lampeggia in rosso.
La modalità singola vede il giocatore affrontare tutti gli otto personaggi (incluso un clone del personaggio scelto dallo stessso), seguiti da quattro boss non giocabili. Dopo ogni quarto incontro, il giocatore parteciperà a un round bonus per ottenere più punti.

## Personaggi giocanti
- Terry Bogard – Uno dei due fratelli Bogard, esperto di arti marziali e del combattimento da strada.
- Andy Bogard – Il più riflessivo dei due fratelli, Andy è un esperto di Ninjitsu. Non si conoscono le ragioni del suo trasferimento a Venezia, quando si sa che ha passato molto tempo in Giappone.
- Joe Higashi – Grande amico dei fratelli Bogard, è un giapponese campione di Muay Thai. È residente in Thailandia; si iscrive di nuovo al torneo The King of Fighters dopo che Wolfgang Krauser ha assalito e gravemente ferito molti dei partecipanti alla prima edizione, tra questi il rivale di sempre Hwa Jai.
- Mai Shiranui – Il primo personaggio femminile della serie di Fatal Fury, è la fidanzata di Andy Bogard, nonché sua compagna di scuola Ninjitsu. Attacca con dei ventagli, cosa che potrebbe ricordare Fan di Yie Ar Kung Fu.
- Jubei Yamada – Anziano Judoka in grado di attaccare lanciando ventagli simili a pizze, ha fatto da insegnante a Mai Shiranui.
- Cheng Sinzan – Grasso lottatore di Tai Chi assetato di denaro, s'iscrive al torneo proprio per il premio in palio.
- Kim Kaphwan – Campione mondiale di Taekwondo, è dotato di un gran senso di giustizia. Combatte per mettersi alla prova come il miglior lottatore del mondo. Ha sconfitto Joe Higashi e ne è diventato grande amico.
- Big Bear – La "seconda vita" di Raiden, wrestler un tempo tirapiedi di Geese Howard.

### Boss finali
- Billy Kane – Da sempre braccio destro di Geese Howard, si schiera con Wolfgang Krauser per avere vita facile. Lo si affronta sul Big Ben di Londra. Lotta sempre con il suo sanjiegun.
- Axel Hawk – Spietato campione dei pesi massimi, cresciuto a South Town, dopo aver ucciso un avversario sul ring si ritira dalla boxe e viene assoldato da Wolfgang Krauser.
- Laurence Blood – Discendente di una famiglia da sempre servitrice dei potentissimi Krauser, Blood è un torero molto abile con la spada e nella tecnica chiamata Zipota.
- Wolfgang Krauser – Colui che ha organizzato la nuova edizione del torneo The King of Fighters. È di nobili origini europee e fratellastro di Geese Howard. Potentissimo, utilizza l'antica tecnica Kampfringen originaria del Sacro Romano Impero.

## Accoglienza
In Giappone, la rivista Game Machine elencò Fatal Fury 2 nel numero del 1º febbraio 1993 come l'unità arcade di maggior successo del mese. Allo stesso modo, RePlay ha riferito che era il secondo gioco più popolare in Nord America.
Il titolo è stato generalmente accolto molto bene dalla critica videoludica occidentale al momento della sua uscita. La recensione di GamePro della versione Neo Geo ne ha elogiato il gameplay "pieno d'azione", la sfida "tosta in stile Street Fighter", la grafica e le animazioni dei personaggi "fantastiche", gli sfondi "a scorrimento fluido" e il sonoro "fantastico", concludendo che si tratta di un "sequel fantastico" che "è all'altezza del picchiaduro Numero Uno".
GamePro ha elogiato anche la versione Mega Drive per il supporto al controller a sei pulsanti e la grafica dei personaggi. Considerarono la musica noiosa, ma valutarono che il gioco "imita fedelmente la versione Neo Geo e sbaraglia Fatal Fury Genesis". Recensendo sempre la versione Genesis, Electronic Gaming Monthly criticò gli effetti sonori, ma diede la valutazione complessiva che "tutti i combattenti, tutti i livelli e le opzioni extra non presenti nella versione arcade (come l'impostazione della velocità) rendono questa un'altra ottima conversione di un titolo Neo Geo".
Recensendo la versione SNES del gioco, EGM lo definì "uno dei migliori giochi di combattimento portati su SNES" e lo elesse Gioco del Mese. GamePro diede alla versione SNES una recensione più contrastante, confrontandola favorevolmente con il suo predecessore, ma affermando che la grafica è inferiore alla versione Neo Geo, l'audio è pessimo, i controlli sono inaffidabili e il gameplay è sbilanciato. La rivista ha consigliato ai fan di Fatal Fury di aspettare l'imminente porting per SNES di Fatal Fury Special, che hanno ritenuto di gran lunga superiore a giudicare dalla versione pre-rilascio che avevano visto.
In una recensione retrospettiva, Maximum ha valutato che, pur non essendo ancora forte quanto Street Fighter II: The World Warrior, Fatal Fury 2 ha rappresentato un netto miglioramento rispetto al primo gioco: "Il numero di personaggi selezionabili è stato esteso a otto e tutti hanno ricevuto una serie completa di mosse e hanno combattuto con una fluidità molto maggiore rispetto a Fatal Fury". Hanno anche notato una migliore grafica di sfondo e una maggiore interazione con lo scenario.